# Microrégion de Faxinal
La microrégion de Faxinal est l'une des huit microrégions qui subdivisent le Centre-Nord de l'État du Paraná au Brésil.
Elle comporte 7 municipalités qui regroupaient 43 165 habitants en 2006 pour une superficie totale de 2 265 km².

## Municipalités[1]
- Bom Sucesso
- Borrazópolis
- Cruzmaltina
- Faxinal
- Kaloré
- Marumbi
- Rio Bom